# AGILE
AGILE (italienisch Astro-rivelatore Gamma a Immagini LEggero) war ein Kleinsatellit der italienischen Raumfahrtagentur ASI auf der Basis der Plattform Mita, den das Unternehmen COSMOS mit einer indischen Trägerrakete PSLV am 23. April 2007 zusammen mit AAM auf eine 550 km hohe äquatoriale Umlaufbahn schoss. Den Satelliten baute die Firma Carlo Gavazzi Space. Er verglühte nach Ende seiner Betriebsdauer im Februar 2024 beim Wiedereintritt in die Atmosphäre.
Die Nutzlast bestand aus einem abbildenden 60°-Weitwinkel-Detektor für harte Gammastrahlung, der das All nach Gammablitzen und anderen hochenergetischen Strahlungsquellen absuchte. Die Daten sandte AGILE mit einem Rubin-Modul über das Orbcomm-System zum Boden.
Wissenschaftlicher Leiter war Marco Tavani.